# Encyosaccus sexmaculatus
Encyosaccus sexmaculatus là một loài nhện trong họ Araneidae.
Loài này thuộc chi Encyosaccus. Encyosaccus sexmaculatus được Eugène Simon miêu tả năm 1895.